# Feria de Madrid (metrostation)
Feria de Madrid is een metrostation in het stadsdeel Barajas van de Spaanse hoofdstad Madrid. Het station werd geopend op 24 juni 1998 en wordt bediend door lijn 8 van de metro van Madrid.